# جيوفاني روميو
جيوفاني روميو (بالإيطالية: Giovanni Romeo)‏ هو مؤرخ إيطالي، ولد في 1949 في بروسيدا في إيطاليا.